# اگونی
اگونی (به لاتین: Agouni) یک منطقهٔ مسکونی در مالی است که در استان تومبوکتو واقع شده‌است.